# East Lothian (circonscription du Parlement écossais)
Circonscription parlementaire du Parlement écossais
La circonscription d'East Lothian est une circonscription électorale écossaise créée en 1999.

## Liste des députés
| Élection | Député              | Parti | Parti        |
| -------- | ------------------- | ----- | ------------ |
| 1999     | John Home Robertson |       | Travailliste |
| 2003     | John Home Robertson |       | Travailliste |
| 2007     | Iain Gray           |       | Travailliste |
| 2011     | Iain Gray           |       | Travailliste |
| 2016     | Iain Gray           |       | Travailliste |
| 2021     | Paul McLennan       |       | SNP          |

## Résultats des deux candidats arrivés en tête
| Élection | Candidat arrivé 1er | Parti  | Parti        | Score                        | Candidat arrivé 2e | Parti               | Parti        | Score  |
| -------- | ------------------- | ------ | ------------ | ---------------------------- | ------------------ | ------------------- | ------------ | ------ |
| 1999     | John Home Robertson |        | Travailliste | 51,1 %                       | Calum Millar       |                     | SNP          | 22,0 % |
| 2003     | John Home Robertson | 43,9 % | Travailliste | Judy Hayman                  |                    | Libéraux-démocrates | 17,7 %       |        |
| 2007     | Iain Gray           | 35,4 % | Travailliste | Andrew Sharp                 |                    | SNP                 | 28,4 %       |        |
| 2011     | Iain Gray           | 39,0 % | Travailliste | David Berry                  | 38,5 %             | SNP                 |              |        |
| 2016     | Iain Gray           | 37,8 % | Travailliste | Douglas-James Johnston-Smith | 34,8 %             | SNP                 |              |        |
| 2021     | Paul McLennan       |        | SNP          | 39,2 %                       | Martin Whitfield   |                     | Travailliste | 36,7 % |